# Viêm não Nhật Bản
Viêm não Nhật Bản (JE) là một bệnh nhiễm trùng của não do vi-rút viêm não Nhật Bản gây ra (JEV). Trong khi hầu hết nhiễm trùng chỉ dẫn đến một vài hoặc không có triệu chứng, thì thỉnh thoảng lại xảy ra tình trạng viêm não. Với các triệu chứng có thể bao gồm nhức đầu, nôn mửa, sốt, lú lẫn và co giật. Tình trạng này xảy ra khoảng 5 đến 15 ngày sau khi nhiễm.
JEV đa số truyền bệnh qua muỗi, đặc biệt ở loài muỗi Culex. Lợn và chim hoang dã là nguồn chứa virus. Bệnh hầu hết bùng phát ở ngoại ô thành phố. Chẩn đoán dựa vào xét nghiệm máu hoặc xét nghiệm dịch não tủy.
Phòng ngừa chủ yếu bằng vắc-xin viêm não Nhật Bản, vắc-xin an toàn và hiệu quả. Các biện pháp khác bao gồm tránh muỗi đốt. Sau khi bị nhiễm bệnh, không có cách điều trị đặc hiệu, và cần được chăm sóc hỗ trợ. Bệnh nhân được điều trị và chăm sóc phần lớn tại bệnh viện. Tổn thương lâu dài xảy ra ở một nửa số người hồi phục sau JE.
Bệnh xảy ra ở Đông Nam Á và Tây Thái Bình Dương. Nơi bệnh xảy ra trong một khu vực dân cư có khoảng 3 tỷ người sống. Khoảng 68.000 trường hợp có triệu chứng xảy ra trong vòng một năm, với khoảng 17.000 trường hợp tử vong. Các trường hợp thường xảy ra trong các đợt bùng phát dịch bệnh. Bệnh được mô tả lần đầu tiên vào năm 1871.